# 伊藤芳明
伊藤 芳明（いとう よしあき、1933年12月30日 - ）は、静岡県浜名郡北浜村貴布祢（現：浜松市浜名区）出身の元プロ野球選手（投手、左投左打）・コーチ。

## 経歴
中学時代に野球を始めるが、肩が強く左投げだったため投手となる。興誠商業高校では2年生からエースとなり、3年次の1951年の夏の甲子園の静岡県予選の前には新聞に「ダークホース」と書かれたが、1回戦で静岡市立高校に0-1で敗れた。
1952年に中央大学へ進学すると、1年の春季から東都大学リーグで登板。2年次の1953年春季のリーグでは5勝を挙げて中央大学の全勝優勝に貢献する。同年の大学選手権でも勝ち上がるが、決勝で立大に敗れ準優勝となった。しかし、同年の夏場に背中の筋肉を痛める。秋季リーグには投げられるまで回復するが、以降は投球時に肘が下がりそれまで得意としていた縦のカーブが横に曲がるようになって、制球力に課題を抱えることになったという。1954年秋季リーグの対東農大戦でリーグ史上4人目のノーヒットノーランを記録するも、11四球を与えピンチの連続の中での達成であった。リーグ通算57試合登板、21勝13敗。大学同期に鈴木隆、穴吹義雄がいる。
卒業後は日本生命に入社する。1年目の1956年の都市対抗では予選で敗退。もとより練習好きであったが、この敗戦以降、徹底的に練習に取り組むようになったという。1957年の都市対抗に出場。倉敷レイヨンとの2回戦（初戦）で先発するが、麻生実男の2点本塁打で逆転を許し、チームは延長10回の末に敗退した。1958年も都市対抗に出場。1回戦で、後にプロで同僚となる日本通運の堀本律雄と投げ合うが惜敗した。2年連続で都市対抗に出場したことから注目を集め、在阪のNPB球団を中心に争奪戦となる。一旦、伊藤は広島カープと入団合意するが、広島のスカウトが契約書を広島に取りに戻っている間に、読売ジャイアンツの球団代表・宇野庄治の訪問を受けて熱心に勧誘され、翻意して巨人へ入団した。
1959年に巨人へ入団すると、同じ新人の王貞治と同部屋であった。オープン戦から好調で、前年度29勝を挙げて最優秀選手となった藤田元司を差し置いて、新人ながら開幕投手を務める。金田正一と投げ合って、勝ち負けは付かなかったが6回を1失点に抑え、以降先発ローテーションに加わった。シーズンでは、36試合に投げ7勝9敗防御率2.98を記録する。
1960年初めての二桁となる10勝（9敗）で堀本律雄（29勝）に次ぎ、1961年は13勝（6敗）で中村稔（17勝）に次ぐチーム2位の勝ち星を挙げた。特に、1961年は勝率.684で最高勝率のタイトルを獲得するとともに、防御率2.11もリーグ3位の好成績で、川上哲治監督の初優勝に貢献している。1962年は城之内邦雄の入団や藤田元司の復調もあって、伊藤は救援投手へ転向させられ、開幕から勝ち星を挙げられない状態が続く。この状況の中で、伊藤は投手コーチの別所毅彦に対して、救援はやりたくないと不満を述べるが、首脳陣への反抗とみなされ、即座に伊藤は二軍に落とされた。しかし、同年8月に別所が中村稔に対する鉄拳制裁事件を起こして退団。これと前後して伊藤は一軍に戻されて先発ローテションへ復帰し、閉幕までに4勝を挙げた。同年オフに永子夫人と結婚している。
1963年には再び先発投手に復帰して10完封を含む19勝8敗防御率1.90（リーグ2位）とチームの勝ち頭となり、2年ぶりのリーグ優勝に貢献、沢村賞のタイトルにも輝いた。1964年は春季キャンプでの左足の肉離れから投球フォームを崩して、11勝と勝ち星を減らす。1965年は肩の故障に加え、同じ先発左腕の金田正一の加入により出番が減少し、わずか2勝に終わると、同年オフに池沢義行・久保田治・島田雄二との1対3のトレードで東映フライヤーズへ移籍した。
東映ではたびたび先発投手も務めたほか、ワンポイントや敗戦処理など何でもこなした。巨人時代なら爆発していたかもしれないが、この時は達観していたというか淡々とやっていて、それがよかったんじゃないか、と伊藤自身が回想している。結局、4シーズンでわずか5勝と不本意な成績に終わり、未勝利となった1969年限りで引退した。新人の年を含め開幕投手を3回、オールスターゲームにも3度出場している。
1970年から巨人に戻ってスカウトになり1979年まで務めた。1980年のみ二軍投手コーチを挟んで、1981年から2000年まで再びスカウト。

## 選手としての特徴
威力のある重い球質の速球とドロップを得意とした。ピッチングは力強かったが、投球フォームはコックンコックンしてリズム感に乏しかったという。

## 人物
巨人に入団した当初から新人離れした風貌で、おっちゃんのニックネームで呼ばれた。他人の悪口を決して言わず、誰からも好かれる誠実な人柄であった。
王貞治が投手として入団したものの、すぐに打者に転向したのは有名であったが伊藤の投球と比較されたのも理由の一つであった。

## 詳細情報

### 年度別投手成績
| 年 度      | 球 団      | 登 板 | 先 発 | 完 投 | 完 封 | 無 四 球 | 勝 利 | 敗 戦 | セ 丨 ブ | ホ 丨 ル ド | 勝 率 | 打 者 | 投 球 回 | 被 安 打 | 被 本 塁 打 | 与 四 球 | 敬 遠 | 与 死 球 | 奪 三 振 | 暴 投 | ボ 丨 ク | 失 点 | 自 責 点 | 防 御 率 | W H I P |
| ---------- | ---------- | ----- | ----- | ----- | ----- | -------- | ----- | ----- | -------- | ----------- | ----- | ----- | -------- | -------- | ----------- | -------- | ----- | -------- | -------- | ----- | -------- | ----- | -------- | -------- | ------- |
| 1959       | 巨人       | 36    | 26    | 6     | 4     | 1        | 7     | 9     | --       | --          | .438  | 627   | 154.0    | 115      | 16          | 64       | 0     | 2        | 131      | 1     | 0        | 58    | 51       | 2.98     | 1.16    |
| 1960       | 巨人       | 53    | 26    | 5     | 1     | 0        | 10    | 9     | --       | --          | .526  | 747   | 187.2    | 150      | 20          | 58       | 5     | 1        | 157      | 4     | 0        | 76    | 67       | 3.21     | 1.11    |
| 1961       | 巨人       | 51    | 19    | 1     | 1     | 0        | 13    | 6     | --       | --          | .684  | 778   | 187.2    | 146      | 9           | 83       | 0     | 3        | 166      | 2     | 1        | 49    | 44       | 2.11     | 1.22    |
| 1962       | 巨人       | 39    | 16    | 3     | 1     | 0        | 4     | 5     | --       | --          | .444  | 520   | 123.0    | 108      | 9           | 55       | 4     | 2        | 96       | 5     | 1        | 44    | 37       | 2.71     | 1.33    |
| 1963       | 巨人       | 39    | 32    | 18    | 10    | 2        | 19    | 8     | --       | --          | .704  | 917   | 236.1    | 153      | 12          | 78       | 1     | 1        | 166      | 3     | 0        | 56    | 50       | 1.90     | 0.98    |
| 1964       | 巨人       | 44    | 31    | 9     | 2     | 1        | 11    | 12    | --       | --          | .478  | 847   | 206.2    | 173      | 21          | 75       | 2     | 4        | 130      | 1     | 2        | 84    | 79       | 3.43     | 1.20    |
| 1965       | 巨人       | 23    | 13    | 0     | 0     | 0        | 2     | 5     | --       | --          | .286  | 277   | 66.2     | 41       | 10          | 31       | 1     | 0        | 55       | 0     | 0        | 33    | 31       | 4.16     | 1.08    |
| 1966       | 東映       | 37    | 10    | 2     | 0     | 0        | 1     | 3     | --       | --          | .250  | 363   | 90.2     | 75       | 7           | 31       | 0     | 1        | 59       | 0     | 0        | 34    | 28       | 2.77     | 1.17    |
| 1967       | 東映       | 38    | 4     | 0     | 0     | 0        | 1     | 0     | --       | --          | 1.000 | 313   | 72.1     | 74       | 4           | 26       | 3     | 0        | 67       | 1     | 0        | 26    | 24       | 3.00     | 1.38    |
| 1968       | 東映       | 34    | 16    | 1     | 0     | 1        | 3     | 5     | --       | --          | .375  | 404   | 90.0     | 93       | 12          | 42       | 1     | 3        | 50       | 1     | 0        | 49    | 39       | 3.90     | 1.50    |
| 1969       | 東映       | 17    | 2     | 0     | 0     | 0        | 0     | 1     | --       | --          | .000  | 120   | 28.1     | 28       | 4           | 11       | 1     | 0        | 16       | 0     | 0        | 12    | 10       | 3.21     | 1.38    |
| 通算：11年 | 通算：11年 | 411   | 195   | 45    | 19    | 5        | 71    | 63    | --       | --          | .530  | 5913  | 1443.1   | 1156     | 124         | 554      | 18    | 17       | 1093     | 18    | 4        | 521   | 460      | 2.87     | 1.18    |

- 各年度の太字はリーグ最高

### タイトル
- 最高勝率：1回 （1961年）

### 表彰
- 沢村栄治賞：1回 （1963年）

### 記録
- オールスターゲーム出場：3回 （1961年、1963年、1964年）

### 背番号
- 21 （1959年 - 1965年）
- 12 （1966年 - 1969年）
- 73 （1980年）